# Финансовый центр Конфинансас
Финансовый центр Конфинансас (исп. Centro Financiero Confinanzas), также известен как Башня Давида (исп. Torre de David) — недостроенный небоскрёб в Каракасе; третий по высоте в Венесуэле. Из-за того, что в здании с 2007 года живут малоимущие жители Каракаса, небоскрёб нередко называют «вертикальными трущобами». С максимальным количеством жильцов около 5 тыс. человек, является самым густонаселённым сквотом в мире.

## История

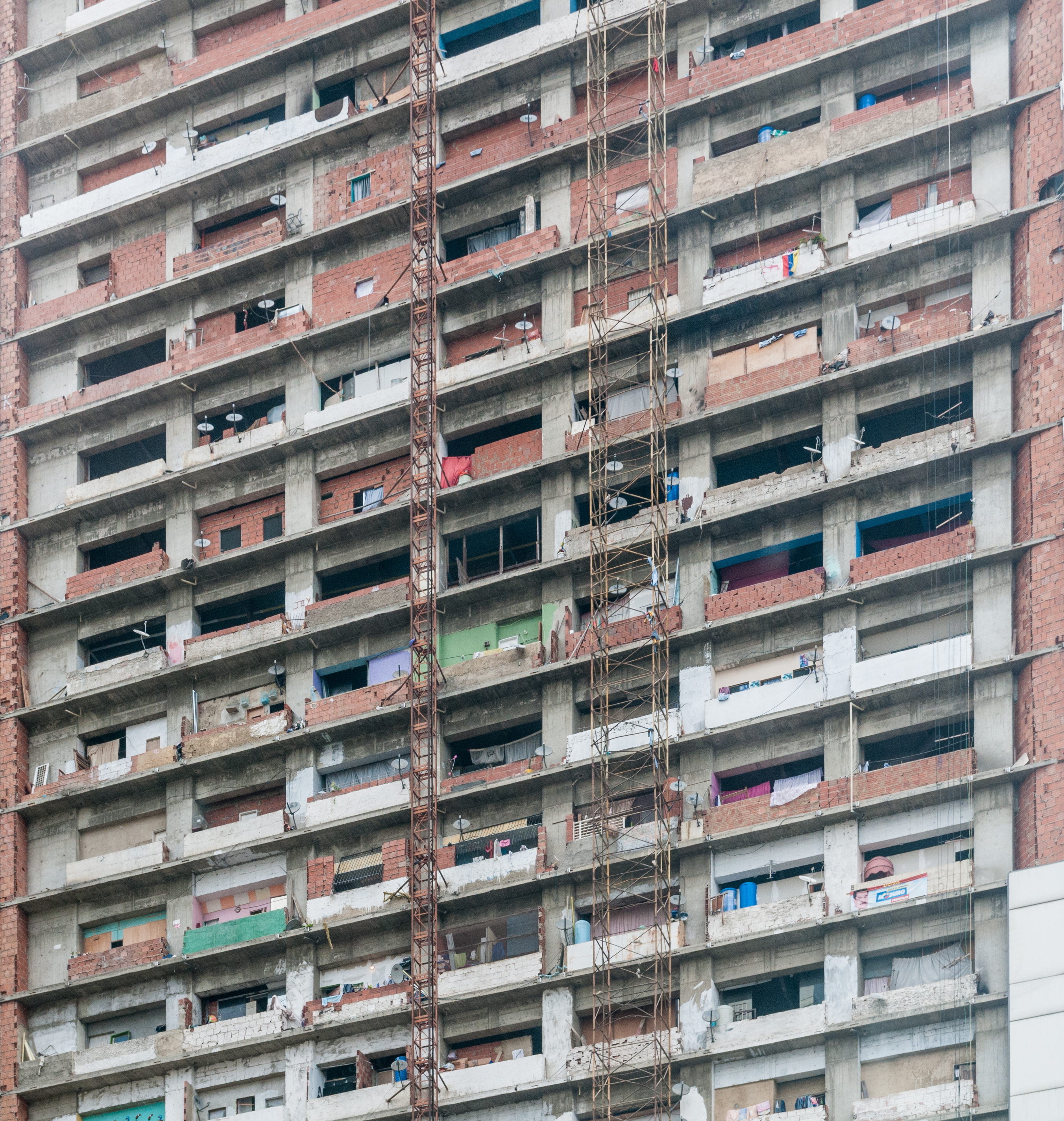
Внешний вид Centro Financiero Confinanzas (Башня Давида) в апреле 2014 года

Строительство небоскрёба по проекту архитектора Энрике Гомеса началось в 1990 году, однако было приостановлено в 1994 году. Среди причин — смерть главного инвестора Давида Бриллембурга (по имени которого и называют небоскрёб Башней Давида) в 1993 году и венесуэльский банковский кризис 1994 года.
До 2007 года здание стояло заброшенным, когда в сентябре в него начали заселяться малоимущие жители. По одним источникам — на легальной основе за символическую арендную плату в 170 боливаров, по другим данным речь идёт о сквоттинге. На 2013 год в нём проживало порядка 750 семей, работали маленькие магазинчики, парикмахерские и мастерские.
На момент заселения людей в здание, никакие коммуникации к нему ещё не были подведены, позднее жители организовали самодельные системы электро- и водоснабжения, а также канализацию. Лифты в здании отсутствуют, так что подниматься возможно только пешком, а живут люди в башне вплоть до 28 этажа.
В июле 2014 началось расселение башни, при этом её жителям будет взамен выделено новое жильё.
21 августа 2018 года здание пострадало в результате землетрясения: верхние 5 этажей наклонились на 25 градусов.

## Башня Давида в искусстве
- «Башня Давида» — третья серия третьего сезона телесериала «Родина»[10] (съёмки проходили в Пуэрто-Рико, но речь шла о Каракасе).